# Convento de San José de Padres Capuchinos
El edificio del convento de San José, de padres capuchinos, se encontraba ubicado al fondo del Paseo Central del Campo Grande de Valladolid, donde se encuentra en la actualidad el monumento a Colón. Dejó de existir como convento en 1820, siendo derruido el edificio en 1860.

## Los Capuchinos
La Primera Orden de los frailes menores franciscanos se fue dividiendo en tres ramas: Observantes, Conventuales y Capuchinos, a partir de cismas internos y debido a una diferente interpretación de las enseñanzas de San Francisco. La rama más moderna de estas tres es la de los Capuchinos, cuya existencia canónica data de 1528, cuando el papa Clemente VII aprobó la reforma. Estos capuchinos tomaron como modo de vida la predicación, el apostolado de la caridad y la ayuda social, todo dentro de la mayor austeridad recomendada no sólo para los propios frailes sino para sus conventos e iglesias. Adoptaron como hábito el mismo que recomendó San Francisco, distinguiéndose la capucha puntiaguda y larga que les dio nombre e identidad.
Los capuchinos se establecieron en Castilla en 1609, constituyéndose en provincia independiente en 1618. En sus comienzos contaron con una gran oposición de los frailes descalzos (de su misma orden), hecho que ocurrió también cuando se establecieron en Valladolid.

## Historia del convento
Según un Diccionario de la Orden, su fundación tuvo lugar en 1628, aunque esta fecha no concuerda con la más tardía de 1630 dada por algunos historiadores de la Orden. Pero se tiene conocimiento de que en septiembre de 1629 los franciscanos descalzos de San Diego presentaban una queja al Ayuntamiento de Valladolid:

«… sobre el convento de P. Capuchinos que dicen se viene a fundar a esta ciudad…»

Los capuchinos no sólo tuvieron que enfrentarse con la oposición de los frailes de San Diego sino con la de la Chancillería y el Cabildo. El Ayuntamiento se pronunció acogiéndose a una Real Provisión que prohibía fundar a los capuchinos:

«... a menos de tres leguas de distancia de donde hubiese convento de descalzos.»

Por fin, el 22 de febrero de 1631 pudieron verse establecidos en una huerta-ribera y casa de recreación propiedad de Enrique Pimentel, marqués de Távara. El complejo estaba situado fuera de la Puerta del Campo, según se puede leer en los documentos:

«… en la calle de Golilleros, primera que se encuentra saliendo de dicha puerta (del Campo) a mano derecha, dirigida hacia el río»

Sólo estuvieron en este sitio cuatro años, pues en 1636 tuvo lugar la gran crecida del río Pisuerga, que se llevó por delante muchas casas. Los frailes pudieron salvar el Santísimo Sacramento y poco más, pues el agua avanzaba y venía arrollándolo todo. Del edificio apenas quedaron unas piedras y los cimientos. La comunidad fue acogida durante unos días en el convento del Carmen Calzado y más tarde en una casa de la acera de Sancti Spiritus (actual paseo de Zorrilla), propiedad del colegio de Niñas Huérfanas. 

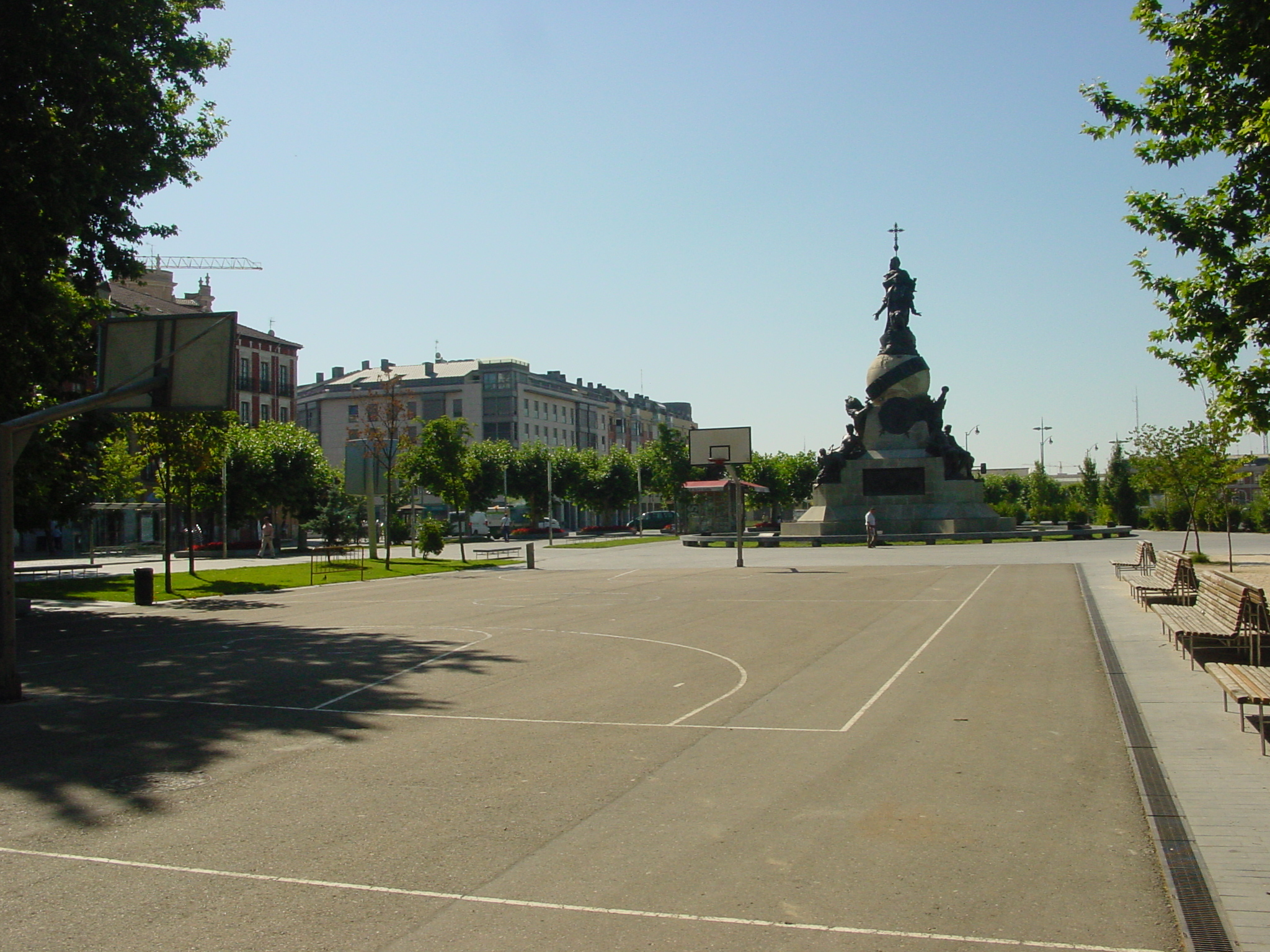
Paseo Central del Campo Grande. Al fondo, el monumento a Colón, en el emplazamiento donde estuvo el convento de Capuchinos

Aquí permanecieron hasta que se mudaron al edificio que sería permanente y que se levantó en el lugar donde había unas casas derruidas, entre los conventos de las Lauras y El Corpus, que es el terreno donde en la actualidad (año 2007) está colocado el monumento a Colón.
El 12 de marzo de 1637 se puso la primera piedra, en la que fue grabada esta fecha, hecho constatado en 1790, cuando salió a la luz con motivo de las obras para colocar el nuevo altar mayor, tabernáculos y gradas. La iglesia se consagró el 3 de octubre de 1640.
En 1820 la comunidad se trasladó a la localidad vallisoletana de Rueda, abandonando el complejo monacal, que quedó en manos del Ayuntamiento, su patrono. La huerta y edificios fueron empleados en varios menesteres (cárcel, cuartel, manicomio, almacén ferroviario), hasta que en 1860 se demolieron las distintas pertenencias. 

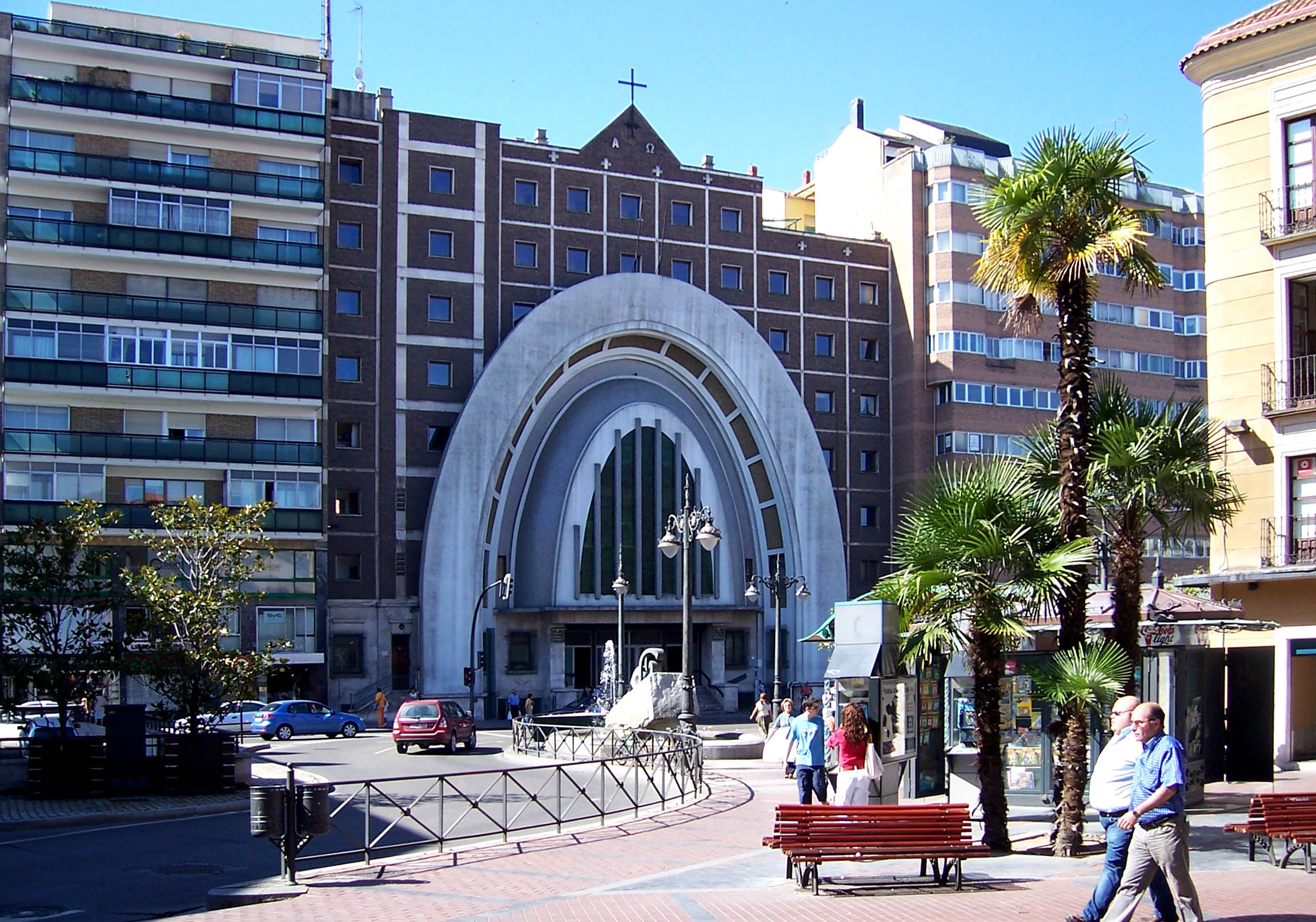
Nuestra Señora de la Paz en la Plaza de España

Ya en el siglo XX, en 1944, otra comunidad de padres Capuchinos quiso establecerse de nuevo en Valladolid. Adquirieron el edificio que había sido convento femenino de San Felipe de la Penitencia, ubicado en la esquina de la Plaza de España con la calle Panaderos. Allí vivieron hasta que en 1961, con la remodelación de la plaza el viejo convento, fue derribado, y en su solar edificaron los capuchinos una enorme iglesia de planta trapezoidal, muy de acuerdo con la moda de ese momento (Nuestra Señora de la Paz), rodeada de un edificio que sirve como residencia de los frailes. El arquitecto fue Pedro Ispizua Susunaga.

### Los patronos
El primer patrono que tuvo el convento fue Pedro de Orozco, de quien se sabe que “era erudito en las letras divinas y humanas” y un hombre muy generoso, que protegió también el convento de San Francisco de Valladolid, donde pidió ser enterrado. Los padres recibieron de esta persona la cantidad de 6.000 ducados, que fueron empleados en las obras de construcción del convento.
El otro patrono realmente importante fue Juan de Zamora Cabreros, secretario de la Chancillería, regidor de Valladolid y procurador en Cortes. Este personaje firmó el 1 de agosto de 1638 una especie de contrato para tener dicho patronazgo en exclusiva (aunque en cierta medida lo tuvo que compartir con el Ayuntamiento). El acto tuvo lugar en el convento de San Antonio de Madrid y a él asistieron los Capuchinos más importantes de las dos Castillas. El documento dice así:

«Los religiosos dan, donan y conceden al dicho Don Juan de Zamora Cabreros y a sus herederos y sucesores y quien fuere su voluntad suceda en este derecho el patronazgo de todo el convento y casa enteramente que se ha de llamar de aquí delante de San Josef y hasta hora se llamaba de Nuestra Señora de los ángeles el cual se ha de hacer y edificar de la religión de los Capuchinos en la ciudad de Valladolid y desde luego le admiten y reciben…»

Se añadía además la obligación por parte del patrocinador de entregar 8.000 ducados para proseguir las obras, 3.000 en el presente y 5.000 durante los cinco años siguientes. Se comprometía el señor Zamora a proporcionar al convento la pintura de “S-Josef” para colocarla en el altar mayor a modo de retablo, compromiso que cumplió encargando el cuadro al pintor vallisoletano Antonio de Pereda. Por su parte el patrono y sus sucesores tendrían derecho a labrar sus escudos sobre las puertas principales y muchas otras dependencias del convento. Se edificaría una habitación con tribuna y reja con vistas a la capilla mayor con uso exclusivo del patrono. Se establecía el derecho a ser enterrado (él y sus descendientes) en la bóveda de la capilla mayor. Zamora Cabreros se construyó además una casa dentro del recinto conventual y muy cerca de la iglesia.
A la muerte de este segundo patrono, y por expreso deseo del mismo (que así lo hizo constar en el codicilo de su testamento), tomó el relevo en el patronazgo exclusivo del convento la ciudad de Valladolid, representada por su corregidor. El 16 de noviembre de 1661 el regidor Diego Sánchez de Aranzamendi comenzó los trámites para tomar posesión del patronazgo y el 1 de diciembre de 1661 tuvo lugar la gran ceremonia de toma de posesión. Los escudos de armas de la ciudad de Valladolid se pusieron en el cuerpo de la iglesia. Este patronazgo se mantuvo hasta la desaparición del convento.

### Celebraciones y canonizaciones
A partir de ese momento en que el Ayuntamiento pasó a ser el patrono, tomó parte en todos los festejos allí celebrados, incluyendo la celebración anual del día de San José. Fueron muy sonadas las fiestas de celebración de la canonización de algunos santos franciscanos:
- San Félix de Cantalicio en 1713, con procesiones por las calles de la ciudad, luminarias y fuegos artificiales.
- San Fidel de Sigmaringen y San José de Leonisa el 29 de junio de 1746. Las fiestas duraron cuatro días, con la participación del colegio de San Ambrosio, parroquia de Santiago y el propio Ayuntamiento.
- Fray Serafín de Montegranaro en 1767.
- Fray Bernardo de Corleón en 1768

### Abandono del monasterio
Hubo un primer abandono tras la ocupación de las tropas napoleónicas en Valladolid. Los Capuchinos regresaron en 1814 a su convento que no había sufrido demasiados desperfectos y el 1 de agosto celebraron el acontecimiento con un Tedeum al que se unió el Ayuntamiento en calidad de patrono. En 1820 los Capuchinos se marcharon a otro convento en Rueda dejando el de Valladolid en manos de su patrono.

### Distintos usos
De 1822 a 1823, el edificio estuvo ocupado provisionalmente por la Casa de Beneficencia. Durante un tiempo se disputaron la propiedad del convento la Hacienda Nacional y el Ayuntamiento que alegaba ser el patrono y tener todos los derechos. A partir de 1835 fue destinado a presidio correccional y cuartel de la Guardia Civil; de 1842 al 43 fue hospital de dementes; en 1848 alojaba objetos de utilidad común, entre otros los enseres de la Policía. Por aquellas fechas el edificio estaba ya muy deteriorado y hubo necesidad de algunas apremiantes reparaciones.
Aparte de los edificios conventuales, la zona de la gran huerta fue bastante favorable para el Ayuntamiento que había adquirido en febrero de 1845 por la cantidad de 100.812 reales. El documento de tasación dice:

«[…] las tapias, casillas, noria y estanque que tiene la huerta que fue de los Capuchinos de esta ciudad situada a las inmediaciones de dicho convento y tiene su entrada por el callejón titulado de los Toros cuyas tapias son medianeras con las de la Ciudad y huertas inmediatas dichas tapias componen una línea de 3.010 pies con dos tapias en ella de tierra y algunas alicostradas con su albardilla o cubierta de teja y cimiento de piedra mampostería…»

El Ayuntamiento dedicó este espacio a vivero, renovando la noria por una nueva. Se dotó a la huerta-vivero de más de 40 especies.
En 1857 todo el espacio de convento y huerta fue dado en alquiler a la nueva empresa de Ferrocarriles del Norte. En 1860 el arquitecto municipal declaró que los edificios estaban ruinosos y amenazaban con derrumbarse, así que el Ayuntamiento procedió a su derribo. En 1905 se colocó en el solar de lo que había sido convento de capuchinos el monumento a Colón y se urbanizó el entorno organizando una plaza.

## El conjunto conventual

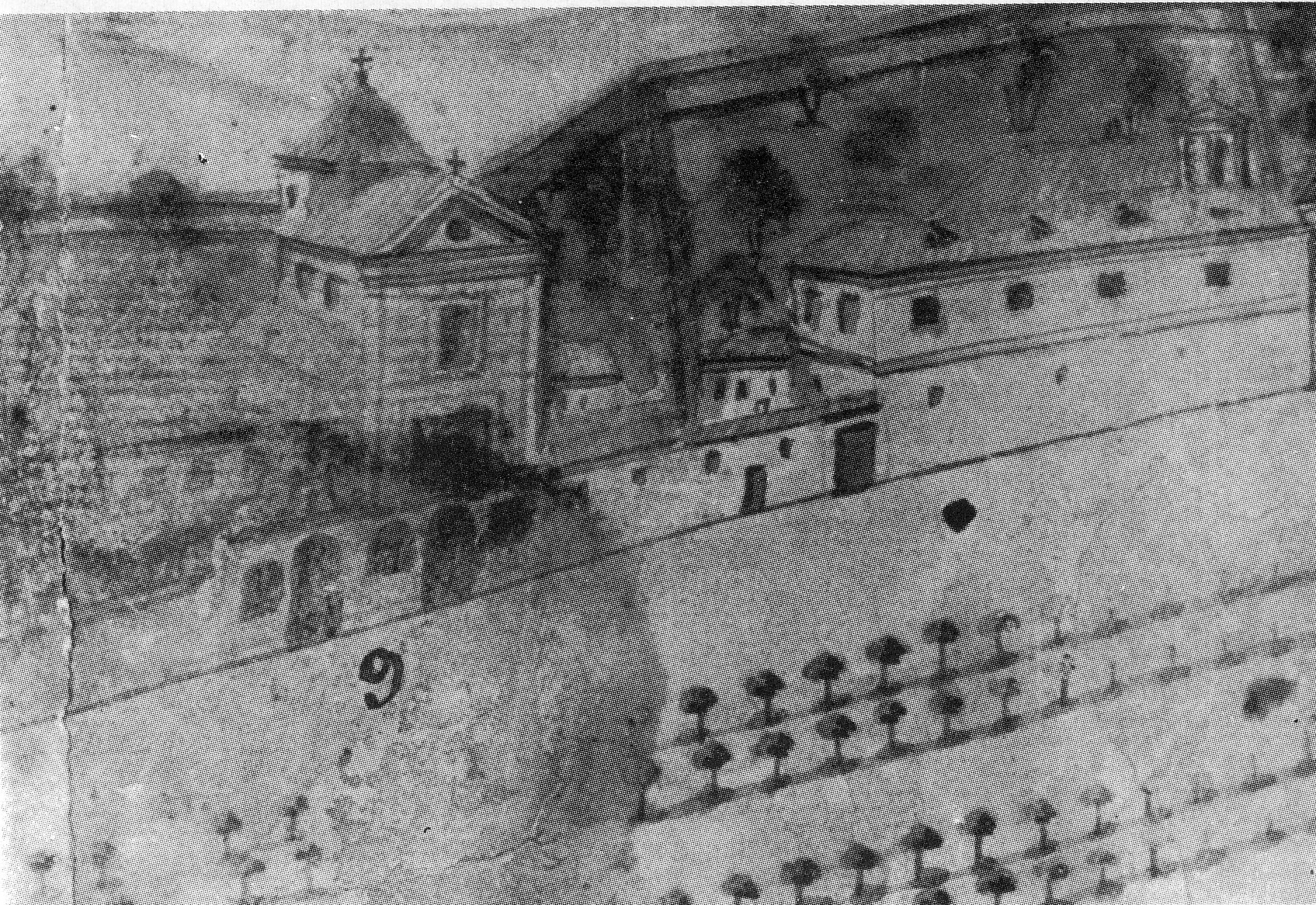
El Convento en el plano de Diego Pérez de 1788

No existe una descripción detallada sobre la construcción de los edificios que completaban el conjunto conventual; tampoco existe sobre la iglesia ni hay una catalogación especial sobre los elementos artísticos que pudiera haber tenido. Tampoco está descrita la huerta, al menos de forma detallada y completa. Todo lo que en la actualidad (año 2007) se sabe sobre este convento es consecuencia de la investigación minuciosa de documentos guardados en el Archivo Histórico Provincial de Valladolid (AHPV), en el Archivo Municipal de Valladolid (AMV) y Archivo de la Real Chacinería de Valladolid (ARCHV) así como de los relatos que dejaron algunos viajeros y arquitectos que llegaron a ver en pie el convento, a lo que hay que añadir los aportes gráficos de algunos planos y el dibujo de Ventura Pérez. Los documentos consultados de los distintos archivos hacen referencias indirectas, dando noticias de compra-venta, escrituras de contratos a determinados artesanos y obreros, subvenciones del Ayuntamiento para reparaciones y reformas, tasaciones, etc. Con arreglo a estas noticias se han podido sacar descripciones que ayudan bastante a hacerse una idea de lo que fue el convento. Algunos de los trabajos requeridos eran:

«… hacer el suelo del coro todo de madera labrada […] ha de hacer las rejas de la capilla mayor y capillas colaterales que son dos conforme lo muestra la traza […] y hacer cuatro altares o la caja de ellos, el altar mayor de 10 pies (2,80 m) de largo e 5 (1,40) de ancho […] y los de las capillas e oratorio […] y las gradillas del altar mayor que junten a la custodia a cada cuerpo con 3 gradillas echando sus filetes y boceles…»

«También ha de hacer una escalera de tosco para subir a los desvanes de la iglesia desde los pares falsos del cuarto que cae sobre la librería…»

Gracias a estos contratos se sabe que el jardín tenía una puerta divisoria y una fuente, que en la huerta había por lo menos cuatro ermitas o capillas y un estanque costeado por una manda de 400 ducados.
Según otros documentos del AMV se sabe que en 1679 se gastaron 7200 reales para la obra de la enfermería y que en 1764 don Jerónimo de Estrada hizo otra donación para la enfermería nueva. Entre las cuentas de la administración del patronato del Ayuntamiento figura una entrega para el cancel de la iglesia, enrejados del atrio, seis misales de Venecia, esteras, ropas de altar y obra hecha en la Puerta de Carros.

### La iglesia

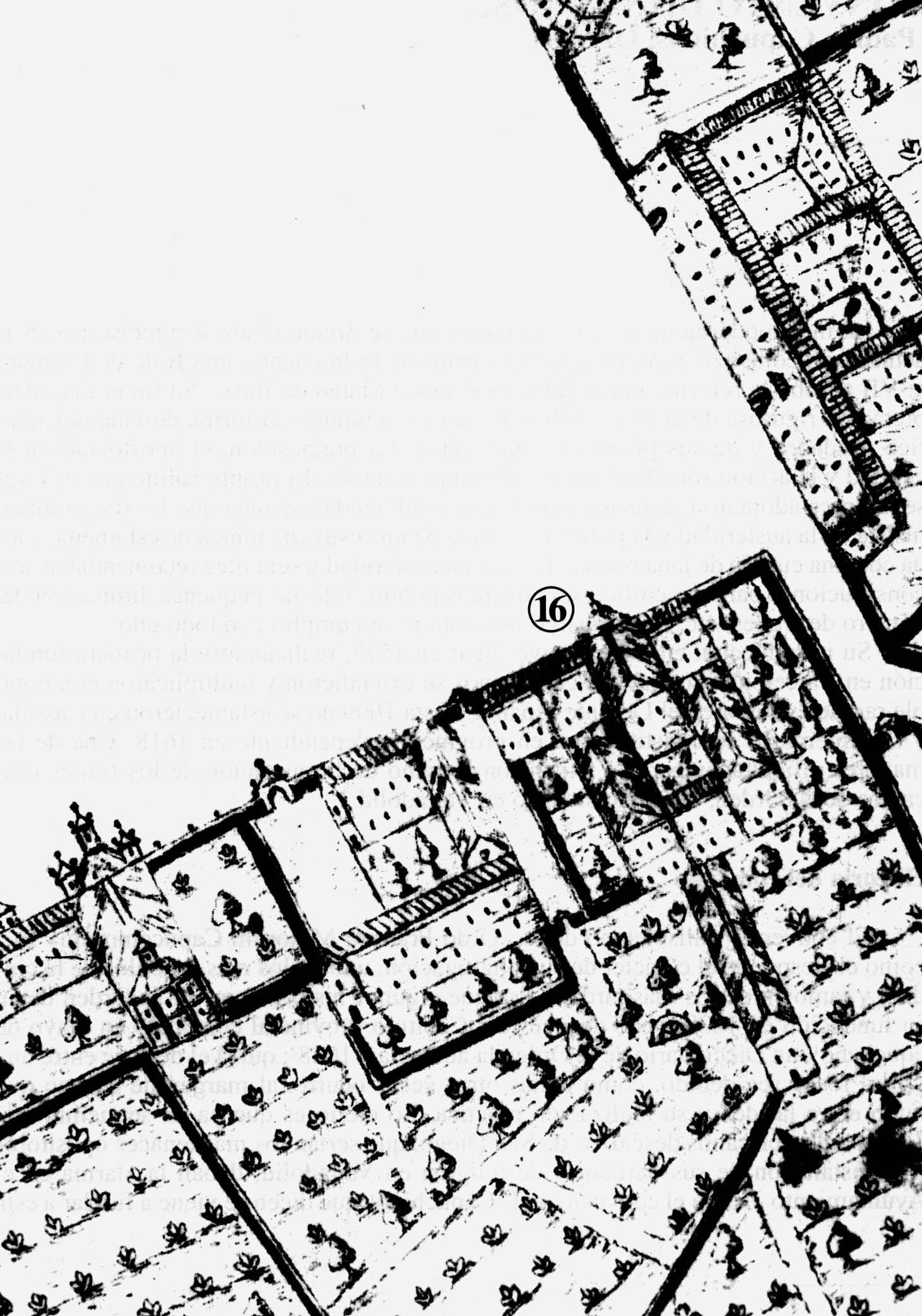
Plano de 1738 de Ventura Seco. El n.º 16 indica la situación del convento. A la derecha, la Acera de Recoletos

A juzgar por los comentarios que dejaron algunos viajeros y por los mismos documentos de los archivos, la iglesia contaba con un presbiterio y capilla mayor cuyo retablo consistía en un gran lienzo del pintor vallisoletano Antonio de Pereda, residente en Madrid, que representaba Los desposorios de la Virgen con San José. Con fecha de 27 de marzo de 1639, se dice:

«… un lienzo del Desposorio de Nuestra Señora… conforme al borrón que ahora se ha de enviar a la ciudad de Valladolid y viniere corregido de allí, con destino a la iglesia nueva del convento de Capuchinos que se está haciendo en dicha ciudad…»

Fue costeado por el regidor Juan Zamora que pagó 500 ducados. El cuadro está perfectamente descrito por Bosarte que dice además que en la primera grada del templo que se ve pintado en el lienzo puede apreciarse la firma del autor:

«Antonio Pereda me fecit, año 1640»

Esta pintura fue sustraída por el general de ingenieros Eblé, durante una corta estancia en Valladolid en los años de la ocupación napoleónica. Su viuda la donó en 1843 a la iglesia de San Sulpicio de París.
Contaba la iglesia con al menos cuatro capillas, alguna de ellas simples altares:
- Capilla de San Francisco de Asís. Según un inventario de 1809, había en esta capilla una imagen del santo y una pintura de la Inmaculada.
- Capilla de San Fidel de Sigmaringen. Rafael de Floranes cuenta que en el centro había una lápida con una inscripción:

«El entierro en esta capilla dio graciosamente Juan de Zamora Cabreros, patrón de este convento, a Antolín de Cuadrillos su íntimo amigo, escribano mayor del Ayuntamiento de esta ciudad y a Isabel de la Torre su mujer, con consentimiento de la religión. Año 1640.»

En el inventario de 1809 aparece citada una pintura con la imagen de San Fidel.
- Capilla de San Antonio de Padua. El viajero Bosarte habla de un cuadro de San Antonio cuya descripción está relacionada con el lienzo conservado en el museo catedralicio de Valladolid con el título La Virgen entregando el Niño a San Antonio.
- Capilla de San Félix de Cantalicio. Además de la escultura del santo titular había otra de la Inmaculada que se conserva actualmente (2007) en el museo de Escultura[15]

Existe una relación de pinturas y esculturas pertenecientes al convento, en el Inventario de las Pinturas que han quedado en las iglesias de los conventos suprimidos, redactado por Pedro González en 1836. José Martí y Monsó hace también una relación en Extractos de documentos.
En general la impresión de los viajeros escritores e historiadores sobre el convento de capuchinos era que se trataba de unas casas sin pretensiones, que no ofrecían nada notable, con un templo de reducidas proporciones, todo en consonancia con la pobreza que caracterizaba a esta rama de la Orden Franciscana.